# Odontophorus melanonotus
Codorniz-de-dorso-escuro ou corcovado-de-dorso-escuro (Odontophorus melanonotus) é uma espécie de ave da família Odontophoridae.
Pode ser encontrada nos seguintes países: Colômbia e Equador.
Os seus habitats naturais são: regiões subtropicais ou tropicais húmidas de alta altitude.
Está ameaçada por perda de habitat.